# Xã Courtland, Quận Nicollet, Minnesota
Xã Courtland (tiếng Anh: Courtland Township) là một xã thuộc quận Nicollet, tiểu bang Minnesota, Hoa Kỳ. Năm 2010, dân số của xã này là 630 người.